# نبرد فرانسه
نبرد فرانسه نبردی در جبهه غربی جنگ جهانی دوم بود که از ۱۰ مه سال ۱۹۴۰ با تهاجم ورماخت به لوکزامبورگ، هلند، بلژیک و فرانسه آغاز شد. در پی این تهاجم، ایتالیا نیز در ۱۰ ژوئن همان سال به متفقین اعلان جنگ کرد. دوازده روز بعد فرانسه تسلیم بدون قید و شرط را پذیرفت. بدین ترتیب شمال این کشور به صورت مستقیم تحت سلطه آلمان و نیمه جنوبی آن توسط یک حکومت دست‌نشانده به نام دولت ویشی فرانسه اداره شد.

## نیروهای تقابل‌گر
آلمان در این نبرد از برتری عددی برخوردار نبود و نیرویی به اندازه دشمنانش در اختیار نداشت. تهاجم ورماخت با ۱۳۶ لشکر آغاز شد؛ درحالیکه فرانسه، بریتانیا، بلژیک و هلند معادل ۱۵۶ لشکر به کارگرفته بودند. در این نبرد ۲۸۰۰ تانک آلمانی می‌بایست با بیش از ۴۰۰۰ تانک متفقین می‌جنگیدند. تانک‌های آلمانی به‌طور میانگین تسلیحات و زره ضعیف‌تری داشتند. مزیت اصلی آلمان در قدرت هوایی، سرعت بیشتر نیروهای زرهی و تاکتیک عملیاتی بهتر آن‌ها بود. ورماخت تنها در زمینه هواگردها برتری عددی داشت.
| سپاه             | لشکر      | پنزر ۱ | پنزر ۲ | پنزر ۳ | پنزر ۴ | پنتسر ۳۵(تی) | پنتسر ۳۸(تی) | تانک فرماندهی | مجموع |
| ---------------- | --------- | ------ | ------ | ------ | ------ | ------------ | ------------ | ------------- | ----- |
| سپاه ۱۹ موتوریزه | یکم زرهی  | -      | ۵۲     | ۹۸     | ۵۸     | ۴۰           | -            | ۸             | ۲۵۶   |
| سپاه ۱۹ موتوریزه | دوم زرهی  | ۴۵     | ۱۱۵    | ۵۸     | ۳۲     | -            | -            | ۱۶            | ۲۶۶   |
| سپاه ۱۹ موتوریزه | دهم زرهی  | ۴۴     | ۱۱۳    | ۵۸     | ۳۲     | -            | -            | ۱۸            | ۲۶۵   |
| سپاه ۴۱ موتوریزه | ششم زرهی  | -      | ۶۰     | -      | ۳۱     | ۱۱۸          | -            | ۱۴            | ۲۲۳   |
| سپاه ۴۱ موتوریزه | هشتم زرهی | -      | ۵۸     | -      | ۲۳     | -            | ۱۱۶          | ۱۵            | ۲۱۲   |
| سپاه ۱۵ موتوریزه | پنجم زرهی | ۹۷     | ۱۲۰    | ۵۲     | ۳۲     | -            | -            | ۲۶            | ۳۲۷   |
| سپاه ۱۵ موتوریزه | هفتم زرهی | ۳۴     | ۶۸     | -      | ۲۴     | -            | ۹۱           | ۸             | ۲۲۵   |
| مجموع            | مجموع     | ۲۲۰    | ۵۸۶    | ۲۶۶    | ۲۳۲    | ۱۵۸          | ۲۰۷          | ۱۰۵           | ۱۷۷۴  |

## نبرد
نیروهای سپهبد هاینتس گودریان در سپاه ۱۹ ورماخت از نزدیکی سدان و نیروهای سرتیپ اروین رومل در لشکر هفتم زرهی ورماخت در نزدیکی دینان از رود موز گذر کردند و وارد خاک فرانسه شدند. این رخنه‌های کم عرض به سرعت به یک شکاف بزرگ بدل گشتند. قوای زرهی ورماخت با استفاده از این شکاف در عرض یک هفته خود را به ساحل کانال مانش رساندند و نیروهای متفقین را در بلژیک به محاصره انداختند. این اتفاق به سقوط فرانسه و انزوای بریتانیا انجامید.